# Bystrá nad Jizerou
Bystrá nad Jizerou é uma comuna checa localizada na região de Liberec, distrito de Semily.